# Vielspindelschleifmaschine
Die Vielspindelschleifmaschine ist eine von Johann Heinrich August von Duncker entwickelte Apparatur zur effizienteren Herstellung von Brillengläsern und anderen optischen Linsen.
1801 gründete Duncker in der Optikstadt Rathenow einen Fertigungsbetrieb für optische Linsen, der gleichzeitig der erste Betrieb dieser Art in ganz Preußen war. Die Entwicklung der Maschine gilt als wichtige Grundlage für die Entwicklung der industriellen Fertigung optischer Geräte in Deutschland. Die Maschine wurde am 10. März 1801 patentiert. Bereits Ende des 18. Jahrhunderts produzierte Duncker nach Verleihung des königlich-preußischen Privilegs zum Führen einer Optischen Industrie Anstalt in Rathenow u. a. Mikroskope und Ferngläser.